# Kebutuh
Kebutuh is een bestuurslaag in het regentschap Purbalingga van de provincie Midden-Java, Indonesië. Kebutuh telt 3517 inwoners (volkstelling 2010).